# FK Moskwa
FK Moskwa (ros. OOO Футбольный клуб «Москва», Futbolnyj kłub Moskwa Sp. z o.o.) – rosyjski klub piłkarski z siedzibą w Moskwie. W sezonie 2009 występował w rozgrywkach Premier Ligi. W sezonie 2010 został wycofany z rozgrywek ze względu na kłopoty finansowe.

## Historia
Chronologia nazw:
- 1997—2002: Torpedo-ZiL Moskwa (ros. «Торпедо-Зил» Москва)
- 28 stycznia 2003—28 maja 2003: Torpedo-Metałłurg Moskwa (ros. «Торпедо–Металлург» Москва)
- 29 maja 2003—...: FK Moskwa (ros. ФК «Москва»)

Pierwszy klub, który był sponsorowany przez fabrykę samochodów ZiL (Zakład imienia Lichaczowa) aż do lat 90. został założony w 1924 roku jako Torpedo Moskwa. W połowie lat 90., po transformacjach ekonomicznych w Rosji ZIL nie był w stanie sponsorować klubu. Torpedo musiało więc sprzedać stadion Łużniki.
W 1997, po kilku latach, ZIL ponownie zajął się sponsoringiem klubu, który przyjął nazwę Torpedo-ZIL (ponieważ w Rosji istniał już klub Torpedo Moskwa, zwyczajowo nazywany Torpedo-Łużniki). W 2003 roku gigant samochodowy ponownie sprzedał klub, tym razem firmie metalurgicznej i zespół zmienił nazwę na Torpedo-Metałłurg. Od 2004 klub jest w posiadaniu miasta Moskwy i nosi nazwę FK Moskwa. Wydatną pomoc daje klubowi jego fan, mer Moskwy Jurji Łużkow. Zespół od niedawna wspiera też Oleg Deripaska, najbogatszy Rosjanin. Szacuje się, że na sezon 2008 w budżecie klubu zarezerwowano równowartość 35 mln USD. W sezonie 2006 występowało tutaj dwóch Polaków, byłych zawodników Wisły Kraków: Damian Gorawski (od wiosny 2005) oraz Mariusz Jop (od jesieni 2004). 14 i 28 sierpnia 2008 roku FK Moskwa wyeliminował w 2. rundzie kwalifikacji Pucharu UEFA z warszawską Legię (2:1 w Warszawie, 2:0 w Moskwie). W lutym 2010 roku FK Moskwa został wycofany z rozgrywek Premier Ligi z powodu niestabilnej sytuacji finansowej i wycofania się sponsora klubu – Norylskiego Niklu.

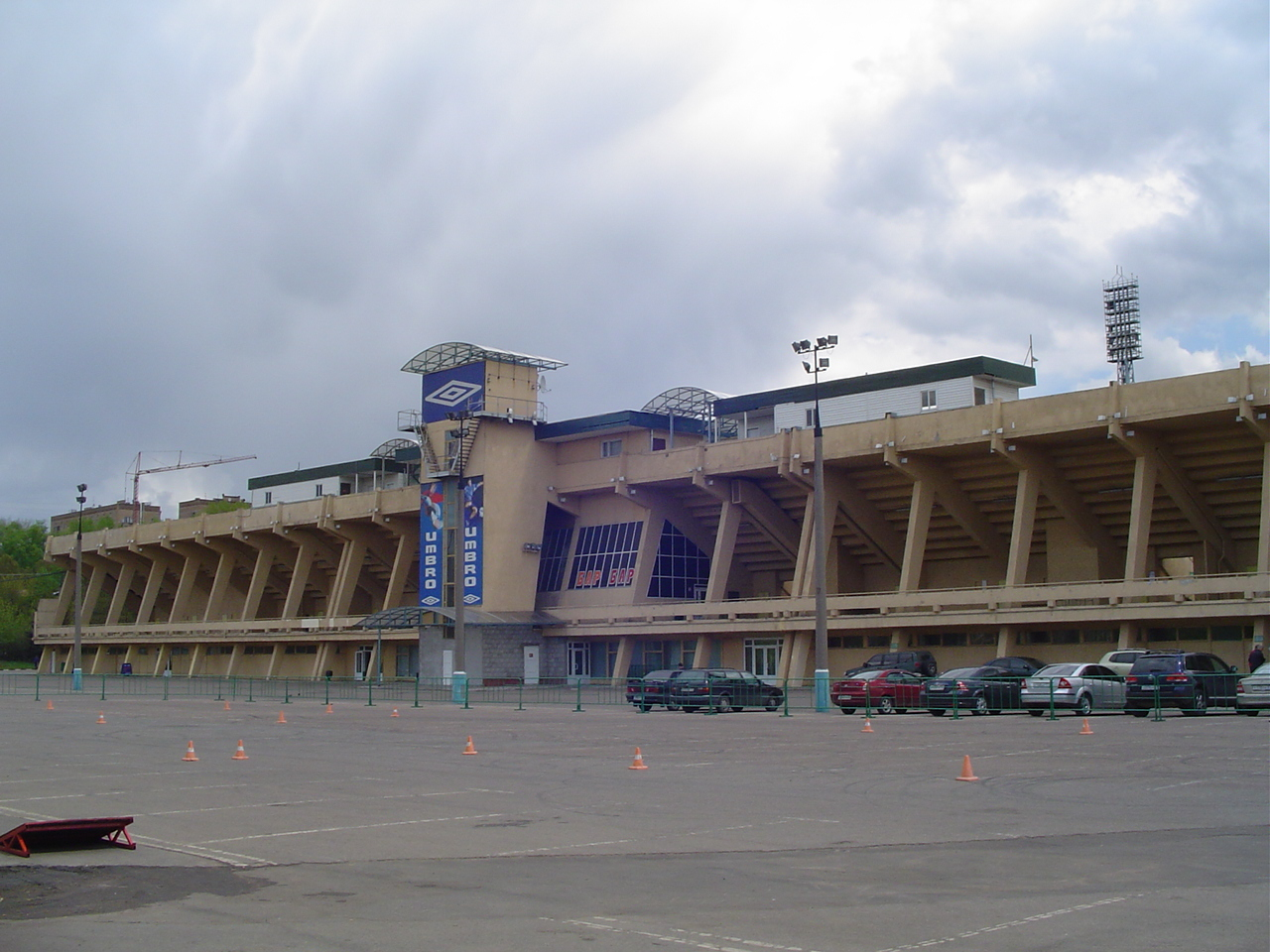
Stadion im. Eduarda Strielcowa.

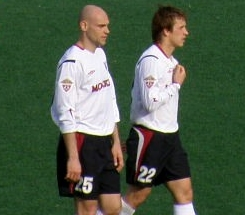
Mariusz Jop i Oleg Kuzmin (2009).

## Sukcesy
- Priemjer-Liga
  - 4. miejsce (1): 2007
- Puchar Rosji
  - finał (1): 2007

## Europejskie puchary
Legenda do wszystkich tabel:
- Q – runda eliminacyjna, 1/16, 1/8, 1/4, 1/2 – odpowiednia faza rozgrywek, Grupa – runda grupowa, 1r gr – pierwsza runda grupowa, 2r gr – druga runda grupowa, F – finał, R – runda, PO – play-off
- k. – rzuty karne, los. – losowanie, Dogr. – dogrywka, w. – zasada bramek strzelonych na wyjeździe

| Sezon   | Rozgrywki   | Runda | Klub           | Dom | Wyjazd | Ogólnie |
| ------- | ----------- | ----- | -------------- | --- | ------ | ------- |
| 2008/09 | Puchar UEFA | 2Q    | Legia Warszawa | 2–0 | 2–1    | 4–1     |
| 2008/09 | Puchar UEFA | 1R    | FC København   | 1–2 | 1–1    | 2–3     |

## Trenerzy
- 1997-98 –  Siergiej Pietrenko
- 1998-00 –  Boris Ignatjew
- 2001-01 –  Jewhen Kuczerewski
- 2002-02 –  Wadim Nikonow
- 2003-03 –  Siarhiej Alejnikau
- 2003-03 –  Walentin Iwanow
- 2003-03 –  Aleksandr Ignatienko
- 2004-05 –  Walerij Pietrakow
- 2005-07 –  Leonid Słucki
- 2007-09 –  Ołeh Błochin